# 施平
施平（1911年11月1日—2024年6月29日），原名施尔宜，男，汉族，云南大姚人，中國共產黨黨員，中华人民共和国政治人物和超級人瑞，曾任北京农业大学党委书记、副校长，华东师范大学党委书记，上海市人民代表大会常务委员会副主任等职。他是中华人民共和国史上最年長男性，也是目前全世界最长寿的政治人物。

## 生平
- 1911年11月1日[2]出生于云南大姚。1926年入读昆明成德中学。
- 1931年2月至1931年8月，在南京金陵大学学习。
- 1931年9月至1936年6月，在浙江大学农学院农业植物学系学习，获学士学位。1938年加入中國共產黨[1]。1941年到新四军工作。
- 1953年10月至1960年2月，任北京农业大学（今中国农业大学）党委书记、副校长。
- 1959年被划为“右倾机会主义分子”。1962年5月平反，任中共中央华东局农村办公室副主任。1967年底被北京农业大学造反派揪斗，被隔离审查。出狱后，又被下放五七干校。文革后期恢复工作。
- 1978年8月至1983年4月，任华东师范大学党委书记兼校务委员会主任。在任期间曾积极为王申酉平反向上级申诉。
- 1983年4月至1985年7月，任上海市第八届人大常委会常务副主任兼秘书长。
- 2021年2月，包括施平在内的上海市新四军历史研究会46位年逾百岁的前新四军士兵给习近平写信，隨後習近平向他們回信[1]。
- 2024年1月11日，哥伦比亚男性埃夫拉因·安东尼奥·里奥斯·加西亚过世，施平以112岁71天之龄成为在世第二年长男性，仅次于委内瑞拉的胡安·比森特·佩雷斯。
- 2024年4月2日，委內瑞拉男性胡安·比森特·佩雷斯过世[3]，施平以112歲153天之齡成為在世最年長男性。
- 2024年6月29日，施平在上海逝世，享年112岁241天。[4][5]同年8月，施平成为首位年龄获老人学研究组织（GRG）认证的中国超级人瑞[6][7]，施平被追认为胡安·比森特·佩雷斯去世后的在世最年长男性。[8]

## 成就
1978年，67岁的施平被任命为华东师范大学（时称上海师范大学）党委书记。1980年7月，上海师范大学恢复华东师范大学原名。同年10月，施平参加教育部召开的全国高等学校党委书记会议，经过教育部批准，华东师范大学成为全国唯一的试点进行大学体制改革、试行党政分开的学校。
2009年，98岁的施平写下了3万多字的《华东师范大学体制改革试点的情况和经验》。

## 家庭
- 妻子：杨琳，1935年1月23日，儿子施怀琳出生18天后在监狱去世。[9]
- 儿子：施怀琳，1935年1月5日，在浙江杭州出生。[9]1987年9月21日，在河南郑州因车祸去世。[10]
- 孙子：施一公，施怀琳之子，中国科学院院士。现任西湖大学校长，曾任清华大学副校长、生命科学学院院长。[11]